# Interlink Airlines
Interlink Airlines est une compagnie aérienne basée à Johannesburg, Afrique du Sud. Elle a commencé ses opérations en 1997 et propose des vols réguliers, des services d'affrètement, de secours médical et de transport de personnalités dans tout le sud de l'Afrique, et plus marginalement sur le reste du continent.
La compagnie offre des services réguliers à destination d'un certain nombre de villes sud-africaines, ainsi que vers Bujumbura au Burundi et Djedda en Arabie saoudite. La compagnie aérienne est un service complet de transport aérien. Sa base principale est l'Aéroport international OR Tambo, à Johannesburg.

## Destinations
Interlink Airlines exploite les services intérieurs réguliers vers les destinations suivantes :
Nationales
- Le Cap
- Durban
- Johannesburg
- Parc national Kruger

Internationales
- Bujumbura
- Djedda

## Taille de la flotte

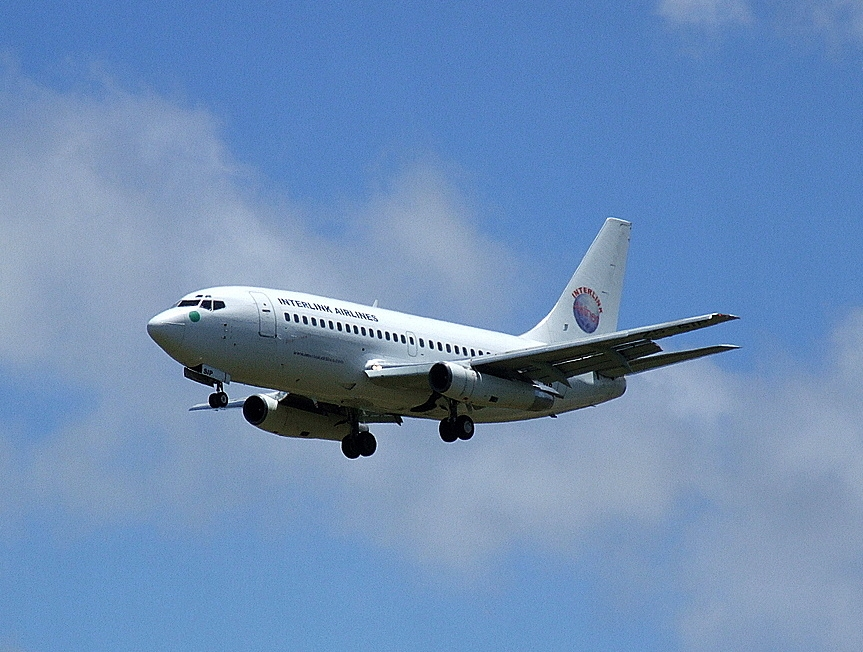
Boeing 737 d'Interlink Airlines

La flotte d'Interlink Airlines comprend les appareils suivants (au 16 janvier 2009) :
- 4 Boeing 737-200 (trois avions sont loués à Safair)

Au 16 janvier 2009, l'âge moyen du personnel de la flotte d'Interlink Airlines est de 25,6 ans.